# Marte distruggerà la Terra
Marte distruggerà la Terra! (The Angry Red Planet) è un film statunitense del 1959 diretto da Ib Melchior. È un film di fantascienza ritenuto un trash di culto per i suoi poveri effetti speciali e per l'allora pionieristica tecnica del CineMagic.

## Trama
La prima missione con un equipaggio su Marte, la MR-1, torna sulla Terra dopo essersi persa nello spazio. I tentativi di contattare l'equipaggio via radio falliscono, quindi si decide di far atterrare la navicella sotto il controllo remoto. Due sopravvissuti si trovano a bordo, la dottoressa Iris Ryan e il colonnello Tom O'Bannion, quest'ultimo con un braccio coperto da una strana sostanza aliena. Mentre si cerca di trovare una cura, Iris Ryan rimembra il fatale viaggio della missione e i suoi ricordi vengono presentati tramite un flashback.
Dopo l'atterraggio su Marte, l'equipaggio si propone di esplorare la superficie del pianeta. Incontrano una pianta carnivora che attacca Iris. La squadra si ritira per sicurezza nel modulo del razzo. La loro seguente spedizione li porta tra un gruppo di alberi che si rivelano essere in realtà le membra di una gigantesca creatura aliena simile ad un ragno. La creatura viene accecata e respinta dall'ufficiale Jacobs. Al ritorno al modulo, l'equipaggio scopre che la loro radio non funziona. Il razzo si trova all'interno di un campo di forza alieno che impedisce il decollo.
O'Bannion conduce l'equipaggio in un lago marziano e con un gommone arrivano in una città con un'architettura altamente avanzata. Vengono attaccati nel lago da una enorme creatura con un solo occhio che uccide Jacobs e infetta il braccio di O'Bannion. I sopravvissuti arrivano al razzo e avviano il decollo. Tuttavia, un quarto membro della missione, il professor Gettell, muore di un attacco di cuore dopo il decollo. I due membri dell'equipaggio sopravvissuti tornano sulla Terra. In ultima analisi, gli scienziati della Terra trovano un messaggio registrato su nastro nel razzo della MR-1. Una voce aliena racconta che l'unica ragione per cui era stato consentito all'equipaggio di sopravvivere era quella di consegnare un messaggio: i marziani hanno osservato lo sviluppo della Terra e credono che la tecnologia degli umani abbia superato il suo progresso culturale; la voce intima infine di non tornare più sul loro pianeta o daranno il via alla distruzione della Terra.

## Produzione
Il film fu prodotto da American International Pictures e Sino e diretto da Ib Melchior con un budget stimato in 190.000 dollari. Il titolo di lavorazione fu Invasion of Mars. Al regista furono dati solo 10 giorni di tempo per girare il film.
Il film fu realizzato con la tecnica CineMagic, applicata per tutte le scene sulla superficie di Marte, per rendere l'animazioni disegnate a mano reali come le riprese dal vivo. Anche se questo processo si rivelò nei risultati un insuccesso, il produttore Norman Maurer tentò la stessa tecnica con un nuovo film, The Three Stooges in Orbit.

## Distribuzione
Il film fu distribuito negli Stati Uniti nel 1959 dalla American International Picturesal cinema e dalla MGM/UA Home Entertainment per l'home video nel 2001.
Alcune delle uscite internazionali sono state:
- negli Stati Uniti il 23 novembre 1959 (The Angry Red Planet)
- in Danimarca il 7 novembre 1960
- in Germania Ovest il 13 aprile 1963 (Weltraumschiff MR-1 gibt keine Antwort)
- in Grecia (Diastimoploion X-1, S.O.S.)
- in Venezuela (El aterrador planeta rojo)
- in Spagna (La furia del planeta rojo)
- in Francia (La planète rouge)
- in Italia (Marte distruggerà la Terra!)
- in Brasile (O Planeta Vermelho Ameaçador)

## Promozione
La tagline è: "Spectacular Adventure Beyond Time and Space..." ("Un'avventura spettacolare al di là del tempo e dello spazio... ").

## Critica
Secondo il Morandini il film è diventato col tempo un trash di culto per i suoi poveri effetti speciali e per l'allora pionieristica tecnica del CineMagic.